# Dovray
Dovray és una població dels Estats Units a l'estat de Minnesota. Segons el cens del 2000 tenia 67 habitants.

## Demografia
Segons el cens del 2000, Dovray tenia 67 habitants, 33 habitatges, i 23 famílies. La densitat de població era de 103,5 habitants per km².
Dels 33 habitatges en un 18,2% hi vivien nens de menys de 18 anys, en un 60,6% hi vivien parelles casades, en un 3% dones solteres, i en un 30,3% no eren unitats familiars. En el 24,2% dels habitatges hi vivien persones soles el 15,2% de les quals corresponia a persones de 65 anys o més que vivien soles. El nombre mitjà de persones vivint en cada habitatge era de 2,03 i el nombre mitjà de persones que vivien en cada família era de 2,35.
Per edats la població es repartia de la següent manera: un 13,4% tenia menys de 18 anys, un 7,5% entre 18 i 24, un 14,9% entre 25 i 44, un 28,4% de 45 a 60 i un 35,8% 65 anys o més.
L'edat mediana era de 54 anys. Per cada 100 dones de 18 o més anys hi havia 81,3 homes.
La renda mediana per habitatge era de 37.500 $ i la renda mediana per família de 41.875 $. Els homes tenien una renda mediana de 32.188 $ mentre que les dones 16.875 $. La renda per capita de la població era de 17.461 $. Cap de les famílies i el 13,1% de la població estaven per davall del llindar de pobresa.

## Poblacions properes
El següent diagrama mostra les poblacions més properes.